# Paris: XY
Paris: XY es una película de 2001 dirigida por Zeka Laplaine.

## Sinopsis
Max es un sastre del Congo que vive en París y descuida a su esposa e hijos mientras trabaja largas horas o ronda los bares, coqueteando con mujeres. Max se despierta una mañana y descubre que su esposa Helen lo ha dejado mientras él dormía, sin decir una palabra, llevándose a sus dos hijos con ella.

## Elenco
- Sylvia Vaudano como Hélène
- Zeka Laplaine como Max
- Pilou Ioua como Paco
- Lisa Edmondson como Keba
- Anna Garfein como Elvire
- Sabine Bail como Joséphine
- Kudzo Do Tobias como Kanga, el ginecólogo
- Victor Wagner como padre de Hélène
- Moussa Sene Absa como el psíquico
- Hervé Husson como Hervé
- Elisabeth Landwerlin como Marie
- Sylvie Bataillard
- Emile Abossolo M'bo como Kalala Wa Kalala

## Producción
El director, que también es el actor principal, proviene de la República Democrática del Congo. Este fue su segundo largometraje. La película fue producida con la ayuda del Fonds francophone de production audiovisuelle du Sud y rodada en blanco y negro.

## Recepción
Le Monde dijo que esta película íntima de la vida cotidiana despertará simpatía o irritación. Afrik.com mencionó que ofrece una ecuación de amor triste con París proporcionando un fondo cálido. Time Out Film Guide dijo que "si bien parte de la edición es un poco torpe, hay un aire de espontaneidad en el trabajo de la cámara en blanco y negro".